# Aspila foveolatus
Aspila foveolatus là một loài bướm đêm trong họ Noctuidae.